# Repubblica Sovietica di Naissaar
La Repubblica Sovietica di Nargen, (Naissaar, secondo la denominazione odierna; Repubblica Sovietica dei Soldati e Costruttori di Fortezze; in russo Советская республика матросов и строителей o Российская советская республика Нарген e in estone Naissaare Nõukogude Vabariik) è stato un effimero stato rivoluzionario che durante la prima guerra mondiale ha controllato l'isola estone di Naissaar (in svedese: Nargö; in tedesco: Nargen) nel 1917-1918 per un breve periodo dopo la Rivoluzione d'ottobre e prima dell'occupazione tedesca delle Province baltiche.

## Storia
Il 5 novembre 1917 scoppiò la Rivoluzione d'ottobre dall'Estonia alla Russia. Il 28 novembre 1917 il Maapäev (Dieta Provinciale) rifiutò di riconoscere il nuovo governo bolscevico e si proclamò come unica autorità legale in Estonia.
All'epoca, il più importante sistema di fortificazioni dell'area, chiamato Fortezza Navale di Pietro il Grande, era situata nel punto più stretto del golfo di Finlandia. Comprendeva l'artiglieria costale pesante nell'area della capitale estone Tallinn (Reval) e la vicina isola di Naissaar. Al tempo, l'attivista rivoluzionario russo Stepan Maksimovič Petričenko fu trasferito a Tallinn. Nel dicembre 1917 i marinai rivoluzionari della marina russa presero il potere sulla piccola isola di Naissaar e vi proclamarono una "repubblica socialista" indipendente. I marinai russi, circa 80-90 unità, formarono un governo e imposero tasse alla popolazione locale.
La Repubblica di Estonia dichiarò formalmente l'indipendenza il 24 febbraio 1918, per essere poi momentaneamente occupata e annessa all'Impero tedesco. Due giorni dopo, il 26 febbraio, all'arrivo dell'esercito tedesco, i marinai sovietici evacuarono l'isola senza combattere, ponendo così fine al loro esperimento rivoluzionario.